# José Pastene
José Félix Pastenes Salinas (* 10. Juli 1915 in Limáhuida, Illapel; † 16. Juli 1993 in Viña del Mar) war ein chilenischer Fußballspieler. Der Mittelfeldspieler lief in 14 Länderspielen für die chilenische Nationalmannschaft auf und wurde auf Vereinsebene drei Mal nationaler Meister.

## Karriere

### Verein
José Pastene spielte bei Carmelo y Praga in Viña del Mar. 1936 wechselte er aufgrund des Rates von Stürmer Raúl Toro zu den Santiago Wanderers. Die Wanderers spielten in der Saison 1937 als erste Mannschaft außerhalb Santiagos in der Primera División. Nach null Punkten zog sich der Klub aus Valparaíso wieder aus der Liga zurück. Pastene aber blieb in der Liga und wechselte in die Hauptstadt zum CSD Colo-Colo. Mit den Albos gewann er zwischen 1938 und 1945 drei Meisterschaften. Insbesondere beim Titel 1941 spielte Pastene unter Trainer Ferenc Plattkó eine tragende Rolle. Die letzten Karrierejahre verbrachte der Mittelfeldspieler bei Everton in seiner Heimatstadt Viña del Mar.

### Nationalmannschaft
José Pastene debütierte beim Campeonato Sudamericano 1941 unter Máximo Garay beim 5:0-Erfolg über Ecuador. Er kam noch in einem weiteren Turnierspiel als Einwechselspieler für die La Roja zum Einsatz, die nach zwei Siegen und zwei Niederlagen auf dem dritten Platz landete. Beim Campeonato Sudamericano 1942 absolvierte Pastene alle sechs Turnierspiele für den Andenstaat. Chile wurde nach einem Sieg, einem Unentschieden und vier Niederlagen Vorletzter der Südamerikameisterschaft.
Pastene spielte seine dritte Südamerikameisterschaft 1945 als Gastgeber und kam in fünf der sechs Spiele als Startelfspieler zum Einsatz. Chile wurde nach vier Siegen, einem Unentschieden und einer Niederlage wie schon 1941 Turnierdritter. Die 0:1-Niederlage im letzten Spiel des Turniers gegen Brasilien war zugleich das letzte Länderspiel für Pastene.

## Erfolge
Colo-Colo
- Campeonato de Apertura: 1938, 1940
- Chilenischer Meister: 1939, 1941, 1944